# Henrique N’zita Tiago
Henrique N’zita Tiago (ur. 14 lipca 1927, zm. 3 czerwca 2016 w Paryżu) – angolski wojskowy i partyzant, przywódca sił zbrojnych w Kabindzie. Przywódca Frontu Wyzwolenia Republiki Kabindy. Dowodził kabindzkim wojskiem podczas krótkiego epizodu niepodległości w roku 1975. Zmarł 3 czerwca 2016 w Paryżu i tam został pochowany ze względu na dalszą zależność Kabindy od Angoli.